# Лю Шандор Шаолінь
Лю Шандор Шаолінь (угор. Liu Shaolin Sándor, кит.: 刘少林) — угорський шорт-трековик, спеціаліст з бігу на короткій доріжці, олімпійський чемпіон, дворазовий чемпіон світу, чемпіон Європи, призер чемпіонатів світу та Європи.

## Кар'єра
Народившись від батька китайця та мами угорки, Лю Шандор зайнявся цим видом спорту у 2006 році. Перш ніж зайнятися катанням на ковзанах, Лю Шандор та його брат Лю Шаоан два роки займалися плаванням, але потерпали через часті застуди. Після пошуків найбільш зручного спорту для себе вони зупинилися на катанні на ковзанах на шорт-треку.
У 2006 році в Угорщині відбувся чемпіонат світу. Батько братів допомагав команді Китаю з адаптацією в новій країні. Після того, як китайська команда запропонувала його двом синам поїхати тренуватися до Китаю через свою напівкитайську етнічну приналежність, батько погодився відвезти хлопців до Китаю, де вони тренувались півтора року. Після повернення з Китаю вони починають вигравати різні незначні змагання в Європі. У 2012 році Чжан Цзин приїхав з Китаю до тренера Лю та його брата.
Лю Шандор представляв Угорщину на зимових Олімпійських іграх 2014. Він виграв кілька медалей на чемпіонаті світу із шорт-треку серед юніорів, був другим на дистанції 1500 метрів, третім на 500 метрів, та посів третє місце в загальному заліку на Чемпіонаті Світу з шорт-шреку 2016 року.
Золоту олімпійську медаль та звання олімпійського чемпіона Лю Шаолінь виборов на Зимових Олімпійських іграх 2018 разом із товаришами з угорської команди в естафеті на 5000 м.

## Родина та особисте життя
Старший брат Шандора Шаоліня Лю Шаоан теж входив до звитяжної угорської команди на Олімпіаді.
Хоча Лю Шандор народився від батька-китайця з Тяньцзіня, він розмовляє китайською з помітним північно-східним акцентом завдяки тому, що провів півтора року в північно-східному регіоні Китаю.
Був у стосунках з фігуристкою Еліс Крісті з 2015 по 2018 рік.

## Олімпійські ігри
| Рік  | Місто                     | 500 метрів | 1000 метрів | 1500 метрів | Е | ЗЕ  |
| ---- | ------------------------- | ---------- | ----------- | ----------- | - | --- |
| 2018 | Пхьончхан, Південна Корея | 5          | 8           | 5           | 1 | Н/Д |
| 2022 | Пекін, Китай              |            | 5           | 6           |   | 3   |

## Виноски
1. 1 2  Már decemberben megkapták a kínai állampolgárságot a Liu testvérek — 444.hu.
2. 1 2 3  https://www.shorttrack.swisstiming.com/Entries.aspx?evt=11213100000124
3. ↑  https://isu.org/docman-documents-links/isu-files/event-documents/short-track-2/2023-24-4/world-cups-26/announcements-156/32192-isu-world-cup-short-track-speed-skating-montreal-18-10-2023-entries/file
4. ↑  https://shorttrackonline.info/athletes.php?country=FRA
5. ↑  Featured interview: Liu Brothers (HUN) - International Skating Union. www.isu.org. Архів оригіналу за 28 лютого 2018. Процитовано 21 вересня 2020.
6. ↑  Sochi 2014 1000m men - Olympic Short Track Speed Skating. International Olympic Committee (англ.). 3 червня 2017. Архів оригіналу за 5 липня 2014. Процитовано 21 вересня 2020.
7. ↑  MTI (8 березня 2014). Rp gyorskori: Liu Shaolin megnyerte a junior vb-t - NSO. NSO.hu (угор.). Архів оригіналу за 12 червня 2021. Процитовано 21 вересня 2020.
8. ↑  Short Track Speed Skating - Results. shorttrack.sportresult.com. Архів оригіналу за 1 грудня 2017. Процитовано 21 вересня 2020.
9. ↑  Men's 5000 metre relay results. Архів оригіналу за 16 грудня 2019. Процитовано 30 квітня 2018.
10. ↑  The Olympic couples spending Valentine's Day in PyeongChang. inews.co.uk (англ.). 14 лютого 2018. Процитовано 21 вересня 2020.